# Basilio Ndong
Basilio Ndong Owono Nchama (Mbini, 17 de gener de 1999), conegut com a Basilio Ndong, és un futbolista ecuatoguineà que juga com a defensa per a l'U Craiova 1948 Club Sportiv de la Lliga I i per a la selecció de Guinea Equatorial.
És un jugador format en el Cano Sport Academy del seu país natal en el qual va jugar des de 2015 a 2017. El 30 de gener de 2018, va signar pel Shkupi de la Primera Divisió de Macedònia del Nord, en el qual jugaria durant dues temporades.
En 2020, va signar pel Westerlo de la Primera Divisió de Bèlgica, però al setembre de 2021 seria cedit al IK Start Kristiansand de la Adeccoligaen.
El 8 de gener de 2022, signatura en propietat pel IK Start Kristiansand de la Adeccoligaen.
El 25 de gener de 2023, signatura per l'U Craiova 1948 Club Sportiv de la Lliga I per tres temporades i mitja.
És internacional per la selecció de futbol de Guinea Equatorial, amb la qual va fer el seu debut el 4 de setembre de 2016 en un partit contra Sudan del Sud de classificació per a la Copa Africana de Nacions 2017.